# Les Douze Apôtres (IRA)
Pour les articles homonymes, voir Douze Apôtres (homonymie).
Les Douze Apôtres ou la brigade (irlandais : an Scuad / an Dáréag Aspal) est une unité de l'Armée républicaine irlandaise (Old IRA) créée en juillet 1919 par Michael Collins dans le but de nuire à l'action des services de renseignements britanniques sur le sol irlandais par l'assassinat ciblé d'agents et d'informateurs fidèles à la couronne au cours de la guerre d'indépendance irlandaise.

## Contexte
Rassemblé le 10 janvier 1919 à Dublin, le 1er Dáil (irlandais : An Chéad Dáil) déclare officiellement ne plus reconnaître l'autorité de la Police royale irlandaise (RIC) à la suite de l'intensification de la répression contre les républicains irlandais. L'intimidation et la persuasion prônées jusqu'alors par le Sinn Féin contre les forces de l'ordre loyaliste étant devenues insuffisantes, le ministre des Finances de la république d’Irlande et leader de l’Irish Republican Brotherhood, Michael Collins, prend alors l’initiative avec l'aide de Dick McKee (en) de constituer, dès juillet 1919, une unité vouée aux basses œuvres de l'armée républicaine irlandaise.

## Assassinats
L'unité aurait été à l'origine composée de neuf personnes : Paddy Daly (le leader), Mick McDonnell, Ben Barrett, James Conroy, Sean Doyle, Joe Leonard, Pat McCrea, Jim Slattery et Bill Stapleton. Tous reçurent pour cette tâche, un salaire conséquent pour l'époque, payé à la semaine. 
Le 30 juillet 1919, le sergent Smith, surnommé « le limier », première cible des « douze apôtres », est abattu dans le quartier nord de Drumcondra au cœur de Dublin. De nombreux assassinats visant particulièrement la Division G de la police métropolitaine de Dublin ainsi que certains civils agissant en tant qu'informateurs, sont ainsi perpétrés.
Le nombre d'assassinats augmentant, de nouveaux membres sont recrutés : Mick Love, Gearoid O'Sullivan, Patrick Caldwell, Charlie Dalton, Mick O'Reilly, Vincent Byrne, Sean Healy, James Ronan, Tom Keogh, et Tom Cullen seraient ainsi venus renforcer les 9 membres originels. Toutefois le secret entourant l'organisation de cette unité n'a jamais permis de confirmer avec certitude la composition exacte de ce groupe, à l'exception notable des membres de la brigade qui servirent ultérieurement dans l'armée irlandaise et qui possèdent leurs services actifs inscrits dans leur état de service.

## Bloody Sunday
Principale cible des douze apôtres, le gang du Caire, est un groupe de 18 officiers des services secrets britanniques envoyés en Irlande afin d'infiltrer les organisations nationalistes irlandaises. Ce groupe, créé par Sir Henry Wilson dans le courant de l'année 1920, reçoit pour mission d'éliminer les membres du Sinn Féin (1905-1970), pourtant que très indirectement liés à la lutte armée, afin d'obliger l'IRA à réagir et à s'exposer à ses attaques. 
Le 21 novembre 1920, cette guerre de l'ombre éclate au grand jour dans ce qui restera la plus célèbre opération à laquelle participèrent les Douze Apôtres. 12 agents du MI5 britannique, liée à la « bande du Caire », sont tués à divers endroits de Dublin. En représailles à ces assassinats, les Black and Tans riposteront aveuglément le même jour au cours d'un match de football gaélique entre Dublin et Tipperary à Croke Park, occasionnant la mort de 14 personnes, dont le joueur Michael Hogan, et faisant 68 blessés. 
Ces événements tragiques, qui frappèrent l'opinion internationale, sont commémorés aujourd'hui sous le nom de Bloody Sunday.